# 黑瀨真奈美
黑瀨真奈美（1991年12月25日—）是日本女演員及女性歌手。出身於埼玉縣。

## 經歷
- 2006年1月9日參加第6屆“東寶灰姑娘”（東宝「シンデレラ」）選拔賽，有37443參選者中勝出。同年，在電影「ラフ ROUGH」擔任配角。
- 2006年12月〜2007年12月間與受評審特別賞的池澤彩野花及增元裕子一起廣播“TOKYO FM DIGITAL RADIO 701「The Rooms」”。
- 2007年6月，電影作品「眉山」在第10回上海國際電影節作為展覽部分，隨犬童一心及宫本信子到上海參加典禮。同作品很受好評。
- 2007年7月在電視劇「花樣少年少女」（花君）中作為客串演出。
- 2007年，參加第2屆“GyaOdition 魔幻羅盤Fantasy Heroine Audition”。在5104人之中有12人通過。
- 2008年8月13日，推出首張個人單曲「オモイデ星/笑って」作為歌手出道。
- 2010年6月，因學業優先理由而被迫宣告暫停藝能活動。

## 演出作品

### 電影
- ラフ ROUGH（2006年） - 東海林綠
- 眉山（2007年） - 河野咲子（14歲）
- 黃金公主：敵中突破（2008年） - みつ
- 染血將軍的凱旋（2007年） - 自殺女生

### 電視劇
- 二十歲戀人（2007年） - 井上理沙
- 花樣少年少女（2007年） - 今池こまり
- 太陽與海的教室（2008年） - 貴林優奈

### 電台節目
- TOKYO FM 701ch "The Rooms"（2006年–2007年）

### PV
- SHOWTA.「願い星」（2006年）
- 黒瀬真奈美「オモイデ星」（2008年）
- 黒瀬真奈美「笑って」（2008年）
- 黒瀬真奈美 with 2人のヴァイオリニスト「恋想曲（れんそうきょく）」（2008年）
- 黒瀬真奈美「Love is...Shine」（2009年）

### DVD
- スケッチブック・オブ・ラフ 長澤正美×速水直道 映画『ラフ』ナビゲートDVD（2006年） - 出演・旁白
- 黒瀬真奈美 Crescendo クレシェンド（2008年2月29日）
- First! 〜short movie and video clips〜（2009年3月25日）

## 唱出作品

### 單曲
- オモイデ星／笑って（2008年8月13日、日本環球唱片）
- 恋想曲（れんそうきょく）（2008年9月10日、日本環球唱片） - 「黒瀬真奈美 with 12人のヴァイオリニスト」名義
- Love is...Shine／卒業（2009年3月11日、日本環球唱片）

### 音樂專輯
- 16才（2009年3月25日、日本環球唱片）

## 外部連結
- 黑瀨真奈美個人檔案
- 黑瀨真奈美官方日誌“Mana Blog”
- 黒瀬真奈美／うたまっぷインタビュー（页面存档备份，存于）